# San Bernardo alle Terme

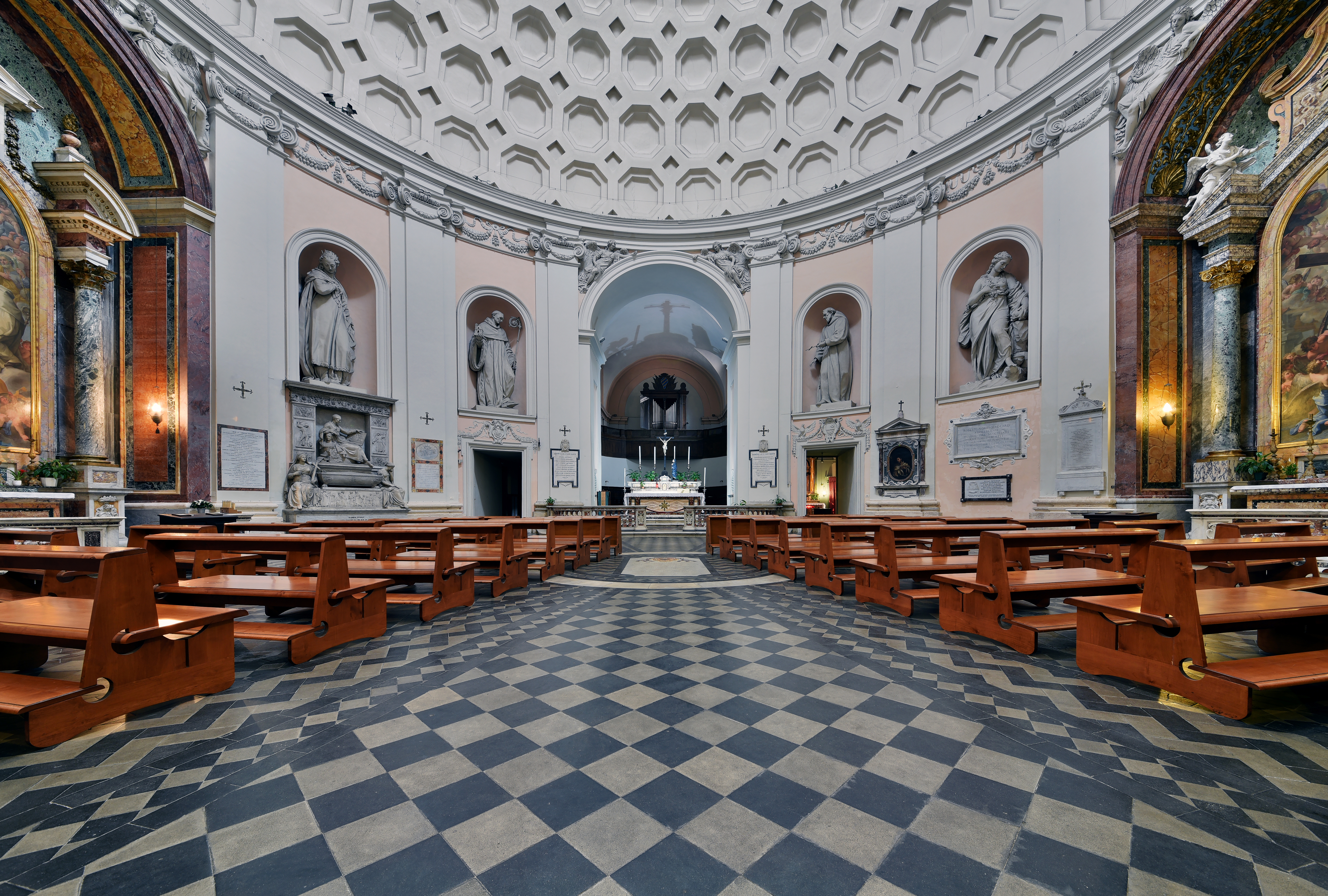
Interieur met de twee zijaltaren

De San Bernardo alle Terme is barokke kerk in Rome. Het is een titelkerk en ook een abdijkerk, want verbonden aan een gemeenschap van cisterciënzers.

## Geschiedenis
De bouw was een initiatief van Caterina de' Nobili, gravin van Santa Fiora, die daartoe in 1593 een deel van de Horti Bellaiani aankocht, een tuin met antieke ruïnes opgericht door Jean du Bellay. Haar doel was het vestigen van een gemeenschap van hervormde bernardijnen onder leiding van Jean de La Barrière. Deze Franse abt was een vriend van haar die uit zijn waardigheid was gezet op beschuldiging van onmatigheid en ketterij. In afwachting van een herziening van zijn proces bouwde ze voor hem en enkele monniken een huis en een kleine kerk gewijd aan Santa Caterina. Daar hielden de hervormde bernardijnen in 1595 hun eerste algemeen kapittel na hun afsplitsing van de cisterciënzers onder de naam feuillants (in het Italiaans foglianti). In 1598 kwam hun klooster gereed.
De grote kerk gewijd aan Bernardus van Clairvaux werd in 1598-1600 gebouwd in een van de bewaard gebleven hoekgebouwen van de Thermen van Diocletianus, een complex uit het begin van de 4e eeuw n.Chr. In dit ronde hoekgebouw was oorspronkelijk het spheristerium gevestigd, waar balspelen werden gehouden. Deze antieke rotunda met koepel en oculus, zoals het Pantheon, werd getransformeerd in barokstijl. Dit behelsde onder meer het aanbouwen van een rechthoekig koor en het plaatsen van een bakstenen lantaarn op de oculus. Naast de hoofdingang kwamen vier grote ionische pilasters
De bouw was gereed voor het jubeljaar 1600. De gerehabiliteerde Jean de La Barrière stierf in april van dat jaar en kreeg een graf in de kerk. Ze werd in 1602 plechtig ingewijd door zijn vriend, kardinaal Arnaud d'Ossat.
In 1647 voegde Vicenzo de' Nobili, Caterina's neef, een kapel toe aan de San Bernardo alle Terme, die hij wijdde aan Franciscus van Assisi en twee heiligen waarvan hij relieken schonk: Gaudentius en Compagno.
In 1670 verbond paus Clemens X een kardinaalschap aan de kerk, die voor de gelegenheid werd gerenoveerd. Uit deze laatbarokke bouwfase dateert de achthoekige trommel met concave muurvlakken en de dakconstructie die over de koepel werd gebouwd. Binnen kwamen voor het eerst kolossale standbeelden in stucco in de daartoe voorziene nissen.
Kardinaal Giovanni Maria Gabrielli liet boven het koor een bibliotheek inrichten en zorgde voor het verfraaien van de altaren met onder meer schilderijen.
In de Franse tijd werd de feuillantenorde ontbonden en kwamen klooster en kerk in handen van de cisterciënzers. Sisto Benigni was in 1803 de eerste abt van de nieuwe gemeenschap. In 1824 ging de San Bernardo alle Terme fungeren als parochiekerk, maar de vervallen toestand bemoeilijkte dit. Het gebouw kampte met ernstige vochtproblemen en de koepel was instabiel. In 1850-1857 was de kerk gesloten voor restauratie. De barokke lantaarn bleek te zwaar voor de koepel en werd vervangen door een lichter exemplaar.
Door een wet van 1873 werd San Bernardo alle Terme zoals veel ander religieus patrimonium staatseigendom. Als gevolg van deze onteigening raakte de rijke bibliotheek verspreid en werden de kloostergebouwen gebruikt als legerkazerne. In 1906 werd de parochie door paus Pius X ontbonden en kwam de kerk weer toe aan de cisterciënzers.

## Architectuur en kunst
Het ronde schip heeft een diameter van 22 meter. Het barokke plafond is bekleed met achthoekige cassetten uitgevoerd in stucwerk, die naar boven toe steeds kleiner worden. Er zijn geen ramen, zodat licht en schaduw geworpen door de oculus ten volle tot hun recht komen. Het hoofdaltaar bevindt zich op de overgang van het schip naar het koor en er zijn ook twee zijaltaren gewijd aan Bernardus van Clairvaux en Robert van Molesme. Nog in het schip staan de grafmonumenten van Jean de La Barrière (opgericht in 1626) en Carlo Finelli (een neoclassicistisch werk van Rinaldo Rinaldi).
De acht heiligenbeelden die in nissen in de kerk staan, zijn rond 1670 gemaakt door de beeldhouwer Camillo Mariani (1567-1611) uit Vicenza. Zij vormen een goed voorbeeld van de maniëristische stijl, maar dan de Venetiaanse variant. De drie meter hoge beelden, die afwisselend naar links en naar rechts kijken, stellen voor: H. Augustinus, H. Monica, H. Maria Magdalena, H. Franciscus, H. Bernardus, H. Catharina van Alexandrië, H. Catharina van Siena en H. Hiëronymus.
Links van het koor ligt de sacristie en rechts de kapel van Sint-Franciscus. Die laatste is een familiekapel die in 1647 als ex voto werd aangebouwd in opdracht van Vicenzo de' Nobili. Blikvanger is het marmeren standbeeld van Franciscus van Assisi in extase, terwijl hij de stigmata ontvangt. Dit expressieve werk wordt toegeschreven aan Jacopo Antonio Fancelli, een leerling van Bernini die ook veel stucwerk in de kapel voor zijn rekening nam. In de kapel is voorts in 1869 de nazarener Johann Friedrich Overbeck begraven. Twee jaar later voltooide zijn medewerker Karl Hoffmann zijn epitaaf, bestaande uit een ligbeeld in een nis. De geprononceerde gelaatstrekken wijzen op het gebruik van een dodenmasker.

## Titelkerk
De San Bernardo is sinds 1670 een titelkerk. Houders van de titel waren:
- Giovanni Bona, OCist. (1670-1674)
- Galeazzo Marescotti (1676-1681)
- Vacant (1681-1690)
- Giovanni Battista Costaguti (1690-1691)
- Urbano Sacchetti (1693-1704)
- Lorenzo Casoni (1706-1715)
- Francesco Barberini, Jr. (1715-1718)
- Bernardo Maria Conti, O.S.B. (1721-1730)
- Henry Thiard de Bissy (1730-1737)
- Domenico Passionei (1738-1761)
- Ignazio Michele Crivelli (1761-1768)
- Vacant (1768-1773)
- Gennaro Antonio de Simone (1773-1780)
- Giuseppe Maria Capece Zurlo (1783-1801)
- Carlo Oppizzoni (1804-1839)
- Filippo de Angelis (1839-1867)
- Vacant (1867-1875)
- Victor-Auguste-Isidore Dechamps, C.Ss.R (1875-1883)
- Francesco Battaglini (1885-1892)
- Giuseppe Melchiorre Sarto (1893-1903), later paus Pius X
- Emidio Taliani (1903-1907)
- Pietro Gasparri (1907-1915)
- Giovanni Cagliero, S.D.B. (1915-1920)
- Achille Locatelli (1922-1935)
- Alfred-Henri-Marie Baudrillart, I.O.S.F.N (1935-1942)
- Clemens August von Galen (1946)
- Georges-François-Xavier-Marie Grente (1953-1959)
- Aloysius Joseph Muench (1959-1962)
- Raúl Silva Henríquez, S.D.B. (1962-1999)
- Varkey Vithayathil, C.Ss.R., (2001-2011)
- George Alencherry (2012-heden)

## Voetnoten
1. ↑  Affanni e.a. 1993, p. 67
2. ↑  Affanni e.a. 1993, p. 70, 72
3. ↑  Affanni e.a. 1993, p. 73
4. ↑  Affanni e.a. 1993, p. 75
5. ↑  Affanni e.a. 1993, p. 74
6. ↑  Affanni e.a. 1993, p. 92

Sant'Agnese fuori le mura · 
Sant'Agnese in Agone · 
Sant'Agostino · 
Sant'Alberto Magno · 
Basilica di Santa Anastasia · 
Sant'Andrea al Quirinale · 
Sant'Andrea delle Fratte · 
Sant'Andrea della Valle · 
Sant'Andrea in Via Flaminia · 
Sant'Angela Merici · 
Santi Angeli Custodi a Città Giardino · 
Sant'Anselmo all'Aventino · 
Sant'Antonio da Padova all'Esquilino · 
Sant'Antonio da Padova in Via Tuscolana · 
Sant’Antonio di Padova a Circonvallazione Appia · 
Sant'Antonio in Campo Marzio · 
Sant'Apollinare alle Terme Neroniane-Alessandrine · 
Sant'Atanasio · 
Sant'Atanasio a Via Tiburtina · 
Santi Aquila e Priscilla · 
Santa Balbina · 
San Bernardo alle Terme · 
Santi Bonifacio e Alessio · 
San Callisto · 
San Camillo de Lellis · 
San Carlo ai Catinari · 
San Carlo al Corso · 
Basiliek van Santa Cecilia in Trastevere · 
San Cesareo in Palatio · 
Santa Chiara a Vigna Clara · 
San Clemente · 
San Corbiniano · 
Santi Cosma e Damiano in Via Sacra · 
San Crisogono · 
Santa Croce in Gerusalemme · 
Santa Croce in Via Flaminia · 
Sacro Cuore di Cristo Re · 
Sacro Cuore di Gesù · 
Sacro Cuore di Gesù agonizzante a Vitinia · 
Dio Padre Misericordioso · 
Santi XII Apostoli · 
San Domenico di Guzman · 
Santi Domenico e Sisto · 
Sant'Elena fuori Porta Prenestina · 
Sant'Eligio dei Ferrari · 
Sant'Emerenziana a Tor Fiorenza · 
Sant'Eugenio · 
Sant'Eusebio · 
Santi Fabiano e Venanzio a Villa Fiorelli · 
San Felice da Cantalice a Centocelle · 
Santa Francesca Romana · 
San Francesco a Ripa · 
San Francesco di Paola ai Monti · 
Friezenkerk · 
San Frumenzio ai Prati Fiscali · 
Il Gesù · 
Gesù Divino Lavoratore · 
San Giacomo in Augusta · 
San Gioacchino ai Prati di Castello · 
Santi Gioacchino e Anna al Tuscolano · 
San Giovanni a Porta Latina · 
San Giovanni Bosco in via Tuscolana · 
San Giovanni Crisostomo a Monte Sacro Alto · 
San Giovanni dei Fiorentini · 
Santi Giovanni e Paolo · 
Santi Giovanni Evangelista e Petronio · 
San Giovanni Maria Vianney · 
San Girolamo dei Croati · 
San Giuliano Martire · 
San Giustino · 
Gran Madre di Dio · 
San Gregorio Magno al Celio · 
San Gregorio Magno alla Magliana Nuova · 
San Gregorio VII · 
Sant'Ignazio · 
Sint-Jan van Lateranen · 
Sint-Juliaan-der-Vlamingen · 
San Leonardo da Porto Maurizio · 
San Leone I · 
San Liborio · 
San Lorenzo in Damaso ·  
San Lorenzo in Lucina · 
San Lorenzo in Panisperna · 
San Luca a Via Prenestina · 
San Luigi dei Francesi · 
Santuario della Madonna del Divino Amore · 
Madonna dell'Archetto - 
Santi Marcellino e Pietro · 
San Marcello al Corso · 
San Marco · 
Santa Maria ai Monti · 
Santa Maria Ausiliatrice in Via Tuscolana · 
Santa Maria Consolatrice al Tiburtino · 
Santa Maria degli Angeli e dei Martiri · 
Santa Maria dei Miracoli en Santa Maria in Montesanto · 
Santa Maria dell'Anima · 
Santa Maria della Pace · 
Santa Maria della Salute a Primavalle · 
Santa Maria della Scala · 
Santa Maria della Vittoria · 
Santa Maria delle Grazie a Via Trionfale · 
Santa Maria del Popolo · 
Santa Maria del Suffragio · 
Santa Maria di Monserrato · 
Santa Maria Domenica Mazzarello · 
Santa Maria Goretti · 
Santa Maria Immacolata a Grottarossa · 
Santa Maria in Aquiro · 
Santa Maria in Aracoeli · 
Santa Maria in Campitelli · 
Santa Maria in Cappella · 
Santa Maria in Domnica · 
Santa Maria in Transpontina · 
Santa Maria in Trastevere · 
Santa Maria in Trivio · 
Santa Maria in Vallicella · 
Santa Maria in Via · 
Santa Maria in Via Lata · 
Santa Maria Liberatrice a Monte Testaccio · 
Santa Maria Madre della Providenza a Monte Verde · 
Santa Maria Madre del Redentore a Tor Bella Monaca · 
Basiliek van Santa Maria Maggiore · 
Santa Maria Regina degli Apostoli alla Montagnola · 
Santa Maria Regina Mundi a Torre Spaccata · 
Santa Maria sopra Minerva · 
Santa Beata Maria Vergine Addolorata a piazza Buenos Aires · 
San Martino ai Monti · 
Natività di Nostro Signore Gesù Cristo a Via Gallia · 
Santi Nereo e Achilleo · 
San Nicola in Carcere · 
Santissimo Nome di Maria al Foro Traiano · 
Nostra Signora del Sacro Cuore · 
Ognissanti in Via Appia Nuova · 
Sant'Onofrio · 
Sint-Pancratiusbasiliek · 
Pantheon (Rome) · 
San Patrizio ·
Sint-Anna in Lateranen ·
Sint-Paulus buiten de Muren · 
Sint-Pietersbasiliek · 
Santi Pietro e Paolo a Via Ostiense · 
San Pietro in Montorio · 
San Pietro in Vincoli · 
Santa Prassede · 
Preziosissimo Sangue di Nostro Signore Gesù Cristo · 
Santa Prisca · 
Santa Pudenziana · 
Santi Quattro Coronati · 
Santi Quirico e Giulitta · 
Santissimo Redentore e Sant'Alfonso in Via Merulana · 
Santa Sabina · 
San Salvatore in Lauro · 
Sint-Sebastiaan buiten de Muren · 
San Silvestro in Capite · 
Santi Simone e Giuda Taddeo a Torre Angela · 
Sixtijnse Kapel · 
Santa Sofia a Via Boccea · 
Santa Susanna · 
Tempietto van San Pietro in Montorio · 
Santa Teresa al Corso d’Italia · 
Trinità dei Monti · 
Sant’Ugo · 
Beata Vergine Maria del Monte Carmelo a Mostacciano · 
Basilica di San Vitale